# International Organization
International Organization – brytyjskie czasopismo naukowe z dziedziny stosunków międzynarodowych (SM). Specjalizuje się w tematyce organizacji międzynarodowych, jednak publikowane w nim artykuły obejmują także inne obszary nauki o SM. Ukazuje się od 1947, obecnie jako kwartalnik. Zarządza nim specjalnie powołana fundacja, zaś wydawcą jest wydawnictwo Uniwersytetu w Cambridge.